# Nikolaus Blome

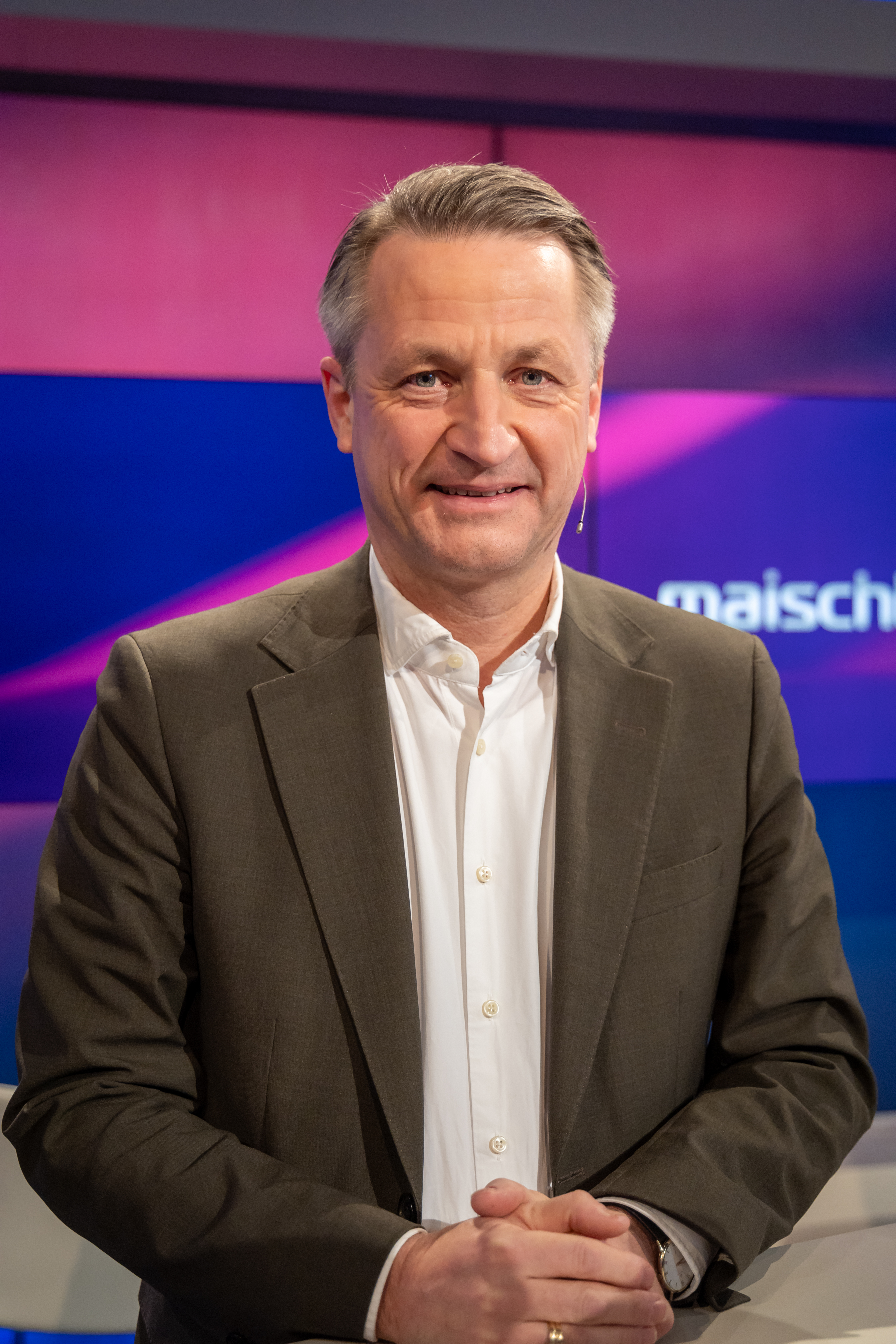
Nikolaus Blome (2023)

Nikolaus Hermann Blome (* 16. September 1963 in Bonn) ist ein deutscher Journalist, Kommentator und Autor.
Seit September 2020 ist er Ressortleiter Politik und Gesellschaft in der Zentralredaktion der Mediengruppe RTL Deutschland sowie Online-Kolumnist beim Nachrichtenmagazin Der Spiegel. Er war von 2011 bis 2013 und erneut von 2015 bis 2019 stellvertretender Chefredakteur der Bild-Zeitung und zuletzt verantwortlich für das Politik- und Wirtschaftsressort. Von 2013 bis 2015 war Blome Mitglied der Chefredaktion des Spiegel, als Leiter des Hauptstadtbüros.

## Leben
Nikolaus Blome ist der jüngste Sohn des Journalisten und Schulfilmproduzenten Hermann Blome (1920–1998) und von dessen Frau Eleonore-Adelheid, geb. von Uslar-Gleichen (* 1928). Er wuchs in Remagen-Oberwinter auf.

### Soldat auf Zeit und Studium
Nach dem Abitur im Jahr 1983 wurde Blome für zwei Jahre Soldat auf Zeit bei der Bundeswehr, zuletzt im Dienstgrad eines Obergefreiten. Davon leistete er 15 Monate Dienst im NATO-Hauptquartier SHAPE in Mons (Belgien). Von 1985 bis 1989 studierte er Geschichte mit den Nebenfächern Volkswirtschaftslehre und Politikwissenschaft an der Rheinischen Friedrich-Wilhelms-Universität Bonn und am Institut d’études politiques de Paris. 1989 schloss er das Studium in Bonn mit dem Magister artium (M. A.) ab.
Anfang der 1980er Jahre absolvierte Blome ein zweimonatiges Praktikum bei der Rheinischen Post in Opladen. Von 1990 bis 1991 absolvierte er die Henri-Nannen-Journalistenschule in Hamburg, zu dem u. a. ein Dreimonatspraktikum bei der Berliner Zeitung gehörte.

### Journalistischer Werdegang
Blome arbeitete von 1991 bis 1993 als Wirtschaftsredakteur beim Tagesspiegel in Berlin und von 1995 bis 1997 als Korrespondent für Regionalzeitungen in Brüssel.
Danach wechselte er zum Axel-Springer-Konzern. Dort war er von 1997 bis 1999 Ressortleiter für Außenpolitik bei der Welt und von 1999 bis 2001 Büroleiter der Zeitung in Brüssel. Er wurde im Mai 2001 stellvertretender Chefredakteur der Welt in Berlin und leitete ab 2002 die Ressorts Innenpolitik und Parlamentsbüro. Seit August 2006 war Blome (gemeinsam mit Rolf Kleine) Leiter des Hauptstadtbüros der Bild. Im Mai 2011 wurde er stellvertretender Chefredakteur und Leiter des Wirtschaftsressorts.
Am 15. Oktober 2013 wechselte Blome zum Spiegel-Verlag, wo er als stellvertretender Chefredakteur des Spiegel und von Spiegel Online die Leitung des Hauptstadtbüros übernahm. Die Personalie war unter den Mitarbeitern des Spiegel sehr umstritten. Auch die Herausgeber des Spiegel waren unterschiedlicher Meinung: Franziska Augstein kritisierte die Entscheidung, während ihr Bruder Jakob sich für die Berufung Blomes einsetzte. Der designierte Spiegel-Chefredakteur Wolfgang Büchner kündigte ihn seinerzeit als „einen der profiliertesten politischen Journalisten Deutschlands“ an. Am 20. Mai 2015 teilte die Spiegel-Verlagsgruppe mit, Nikolaus Blome werde das Unternehmen „im gegenseitigen Einvernehmen“ verlassen.
Am 13. November 2015 gab der Axel-Springer-Verlag bekannt, dass Nikolaus Blome als Nachfolger von Béla Anda ab Dezember 2015 erneut stellvertretender Chefredakteur der Bild-Zeitung werde. Außerdem übernehme er die Verantwortung für das Politik- und Wirtschaftsressort. Blome verließ die Bild-Zeitung im Herbst 2019. Seit Mai 2020 war er Online-Kolumnist beim Nachrichtenmagazin Der Spiegel; in seiner Kolumne Jetzt erst recht(s) kommentierte er aktuelle Themen aus Politik, Wirtschaft und Gesellschaft aus einer konservativen Perspektive, die beim Spiegel bis 2019 von Jan Fleischhauer vertreten wurde. Im August 2020 gab RTL Deutschland bekannt, dass Blome künftig das Ressort Politik und Gesellschaft in der Zentralredaktion der Mediengruppe leiten werde. Blome war bereits seit Mai politischer Kommentator für RTL und n-tv. Zu seinem Stellvertreter wurde der langjährige Redaktionsleiter des RTL-Nachtjournals, Christian Berger, berufen.
Blome ist seit 2013 Mitglied der Jury des Theodor-Wolff-Preises.

### Familie
Blome ist verheiratet. Er hat zwei Söhne und eine Tochter. Er lebt in Kleinmachnow bei Berlin.

## Medienauftritte
Blome tritt regelmäßig in der Öffentlichkeit auf, meist als Gast in Talkshows zu aktuellen Themen. Bekannt wurde er in diesem Zusammenhang vor allem als Befürworter des damaligen Bundesverteidigungsministers Karl-Theodor zu Guttenberg in den Sendungen Maybrit Illner, Hart aber fair und Menschen bei Maischberger. Er trat zudem als Vertreter der Bild-Zeitung während der Wulff-Affäre unter anderem bei Günther Jauch auf.
Der Fernsehsender Phoenix entwickelte das Format Augstein und Blome mit dem Journalisten und Verleger Jakob Augstein. Es wurde von Januar 2011 bis August 2020 jeden Freitag ausgestrahlt. Dort argumentierten die beiden mit jeweils linken (Augstein) und liberal-konservativen (Blome) Positionen. In der Sendung vom 3. Mai 2019 bezeichneten sich Augstein und Blome selbst als „Linker“ und „Rechter“. Zitat Blome: „Wenn Sie (Augstein) ein Linker sind, bin ich ein Rechter“. Auf der Grundlage der Gespräche erschienen mehrere Bücher, die laut Augstein „Gesprächssimulationen“ sind. Seit August 2021 werden im RTL Nachtjournal regelmäßig kurze Episoden der Kategorie Gegenverkehr ausgestrahlt, in der Augstein von Blome durch den Berliner Hauptstadtverkehr chauffiert wird, während beide über aktuelle politische Themen diskutieren. Im Mai 2023 startete der RTL+-Podcast Augstein & Blome.

## Auszeichnungen
- Arthur-F.-Burns-Fellowship (1993)
- Förderpreis der Friedrich und Isabel Vogel-Stiftung (1994)[28]
- Förderpreis für Wirtschaftspublizistik der Ludwig-Erhard-Stiftung (1995)[29]
- Deutsch-Französischer Journalistenpreis – Sonderpreise der Asko Europa-Stiftung (1996)[30]
- Theodor-Wolff-Preis (2007)
- State-Street-Preis für Finanzjournalisten (2011)
- Nominierung Grimme-Preis in der Kategorie „Information und Kultur“ für das Talk-Format „Augstein und Blome“ auf phoenix (2013)
- Herbert Quandt Medien-Preis (2011)
- Henri-Nannen-Preis (2014) für beste investigative Leistung (zusammen mit neun weiteren Kollegen des SPIEGEL)

## Schriften (Auswahl)
- Faul, korrupt und machtbesessen? Warum Politiker besser sind als ihr Ruf. wjs Verlag, Berlin 2008, ISBN 978-3-937989-42-6 (auch erschienen bei der Bundeszentrale für politische Bildung).
- Der kleine Wählerhasser. Was Politiker wirklich über die Bürger denken. Pantheon Verlag, München 2011, ISBN 978-3-570-55140-0.
- Angela Merkel. Die Zauder-Künstlerin. Pantheon Verlag, München 2013, ISBN 978-3-570-55201-8.
- mit Jakob Augstein: Links oder rechts? Antworten auf die Fragen der Deutschen. Penguin Verlag, München 2016, ISBN 978-3-328-10075-1.
- mit Jakob Augstein: Oben und Unten. Abstieg, Armut, Ausländer – was Deutschland spaltet. DVA, München 2019, ISBN 978-3-421-04826-4.
- Falsche Wahrheiten: 12 linke Glaubenssätze, die unser Land in die Irre führen. Deutsche Verlags-Anstalt, Stuttgart 2025 ISBN 978-3-421-07033-3.